# Juan Sebastián Montes
Juan Sebastián Montes Porcile (Santiago, 20 de mayo de 1967) es un abogado y político chileno, militante de Evolución Política. Ejerció como intendente de la Región de Los Lagos entre 2010 y 2012.

## Primeros años
Cursó educación básica en Córdoba, España.  La educación media la realizó en el Instituto O'Higgins de Rancagua, colegio de los Hermanos Maristas. Durante esos años vivía junto a su familia en la localidad precordillerana de Coya, donde se inició como montañista a muy temprana edad.  En 1986 ingresó a la carrera de Derecho en la Universidad de Chile, donde participó activamente en asociaciones estudiantiles.  Paralelamente a sus estudios, realizó múltiples expediciones en los Andes Centrales, Patagonia, Perú, Estados Unidos y Los Alpes.

## Vida profesional y carrera política
Abogado de la Universidad de Chile (generación 1989). Entre 1995 y 1996 residió en la ciudad de Viña del Mar, como director de la vicerrectoría de la Universidad Adolfo Ibáñez. En 1996 se trasladó a la ciudad de Barcelona, España, junto a su mujer e hijos, por motivo de sus estudios doctorales en el IESE de la Universidad de Navarra. 
A mediados de 2000, Montes retornó a Santiago, Chile, como profesor en la Escuela de Negocios de la Universidad Adolfo Ibáñez. Entre los años 2003 a 2006 fue gerente general en empresas del rubro salmonero, residiendo en la ciudad de Puerto Varas. Entre 2006 a 2010 fue consultor privado en decenas de empresas en Europa y Latinoamérica. 
En 2010 fue designado Intendente de la Región de los Lagos por el presidente Sebastián Piñera cargo que ejerció en la ciudad de Puerto Montt hasta fines de 2012. En noviembre de ese año renunció para dedicarse a la formación de Evolución Política, junto a Felipe Kast, Luciano Cruz Coke y Harald Beyer, un nuevo movimiento político de centroderecha que en 2016 se transformó en partido político.
En 2013 fue invitado como profesor visitante en el departamento de estrategia e innovación de la escuela de negocios de Boston University, continuando su relación con la Universidad Adolfo Ibáñez. En esta última universidad ha obtenido el Premio al Mejor Profesor del MBA en los años 2001, 2002 (Santiago, Chile); 2008, 2013 (Miami, U.S.); Joint MBA Program Adolfo Ibañez-Incae, 2003, 2009, 2013 (Lima, Perú). 
Ha sido profesor invitado en diversas Universidades y programas de Educación para Ejecutivos en temas de estrategia, e implementación de estrategias: Harvard Business School, U.S. (“Power and Influence,” MBA, 2001); Insead, France (“The Leadership Transition,” 2004, Executive Education); IESE Business School, Spain (Boeing, Telefónica, Sun Mycrosystems, Ford, and Henkel); IE Business School, Madrid, Spain, IAE Argentina; Inalde, Colombia; IEEM, Uruguay (strategy implementation course). 
En 2015 fue contratado como profesor de la escuela de negocios de Boston College. Es autor de múltiples publicaciones en medios de comunicación y artículos académicos, entre ellos Organization Science y Harvard Business Review.

## Montañista
Ha realizado más de 30 expediciones en los Andes, Patagonia, USA, Los Alpes e Himalayas.  En 1987 realizó su primera ascensión de la pared sur del Aconcagua, junto a Christian Buracchio y Christian Thiele, una ruta de escalada técnica. Ha realizado múltiples ascensiones en el parque nacional Torres del Paine. 
El 15 de mayo de 1992, Montes fue uno de los primeros latinoamericanos en alcanzar la cumbre del Monte Everest (8.848 m s. n. m.), la montaña más alta del mundo, como miembro del equipo liderado por Rodrigo Jordán. El ascenso se realizó por una de sus rutas más difíciles (Kangshung Face), denominada la Ruta Imposible, la cual no se ha vuelto a repetir hasta la fecha (2024). Montes realizó el ascenso, casi en su totalidad, sin ayuda de oxígeno -durmió 5 h con oxígeno en el último campamento del collado sur a 8.000 m.